# All-Star Game de la NBA 2004
El All-Star Weekend de la NBA del 2004 se disputó en el STAPLES Center de la ciudad de Los Ángeles durante el fin de semana del 13 al 15 de febrero de 2004.
El viernes se disputó el partido de los Rookies y los Sophomores con victoria para estos últimos.
El sábado se disputaron los concursos de habilidades, mates y triples así como el Shooting Stars. El domingo se disputó el partido de las estrellas entre el Este y el Oeste con victoria para los últimos.

## Viernes

### Rookie Challenge

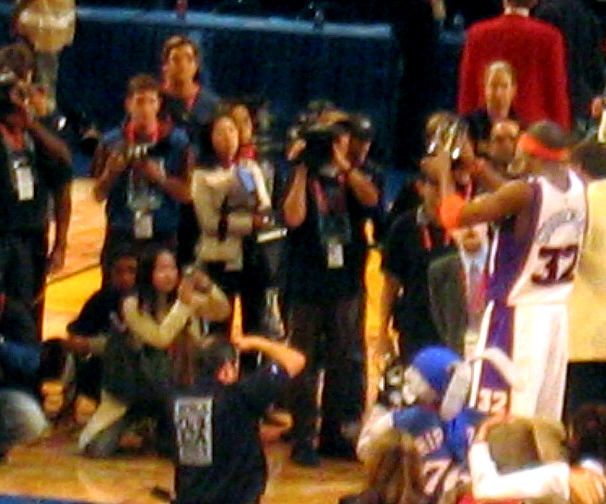
Amar'e Stoudemire recibe el premio al MVP del Rookie Challenge de 2004 en el Staples Center.

- Rookies 118-142 Sophomores

| Rookies | Rookies | Rookies                   | Rookies         | Rookies                |
| Pos.    | N.º     | País                      | Jugador         | Equipo                 |
| ------- | ------- | ------------------------- | --------------- | ---------------------- |
| A       | 15      | Bandera de Estados Unidos | Carmelo Anthony | Denver Nuggets         |
| AP      | 4       | Bandera de Estados Unidos | Chris Bosh      | (Toronto Raptors)      |
| AP      | 40      | Bandera de Estados Unidos | Udonis Haslem   | (Miami Heat)           |
| A       | 23      | Bandera de Estados Unidos | LeBron James    | (Cleveland Cavaliers)  |
| E       | 9       |                           | Jarvis Hayes    | (Washington Wizards)   |
| B       | 12      |                           | Kirk Hinrich    | (Chicago Bulls)        |
| A       | 5       |                           | Josh Howard     | (Dallas Mavericks)     |
| P       | 35      |                           | Chris Kaman     | (Los Angeles Clippers) |
| E       | 3       |                           | Dwyane Wade     | Miami Heat             |

| Sophomores | Sophomores | Sophomores                            | Sophomores       | Sophomores             |
| Pos.       | N.º        | País                                  | Jugador          | Equipo                 |
| ---------- | ---------- | ------------------------------------- | ---------------- | ---------------------- |
| AP         | 5          |                                       | Carlos Boozer    | (Cleveland Cavaliers)  |
| A          | 17         | Bandera de Estados Unidos             | Mike Dunleavy    | Golden State Warriors  |
| E          | 20         | Bandera de Argentina                  | Manu Ginóbili    | San Antonio Spurs      |
| B          | 55         | Bandera de Serbia                     | Marko Jarić      | (Los Angeles Clippers) |
| B          | 6          |                                       | Ronald Murray    | (Seattle Supersonics)  |
| P          | 31         | Bandera de Brasil                     | Nenê             | (Denver Nuggets)       |
| A          | 22         |                                       | Tayshaun Prince  | (Detroit Pistons)      |
| AP         | 32         |                                       | Amare Stoudemire | Phoenix Suns           |
| P          | 11         | Bandera de la República Popular China | Yao Ming         | Houston Rockets        |

- MVP del partido: Amare Stoudemire

## Sábado

### Shooting Stars
- Detroit Pistons (Chauncey Billups, Cheryl Ford y John Salley)
- Los Angeles Clippers (Marko Jarić, Nikki Teasley y Terry Cummings)
- San Antonio Spurs (Emanuel Ginóbili, Jennifer Azzi y Steve Kerr)
- Los Angeles Lakers (Derek Fisher, Lisa Leslie y Magic Johnson)

- VENCEDOR: Los Angeles Lakers

### Concurso de Habilidad
- Baron Davis (New Orleans Hornets)
- Earl Boykins (Denver Nuggets)
- Derek Fisher (Los Angeles Lakers)
- Stephon Marbury (New York Knicks)

- VENCEDOR: Baron Davis

### Concurso de Triples
- Chauncey Billups (Detroit Pistons)
- Kyle Korver (Philadelphia 76ers)*
- Voshon Lenard (Denver Nuggets)
- Rashard Lewis (Seattle Supersonics)
- Cuttino Mobley (Houston Rockets)
- Peja Stojakovic (Sacramento Kings)

* En sustitución del lesionado Brent Barry.
- VENCEDOR: Voshon Lenard

### Concurso de Mates
| Jugador                         | 1ª Ronda | Finales |
| ------------------------------- | -------- | ------- |
| Fred Jones (Indiana)            | 92       | 86      |
| Jason Richardson (Golden State) | 95       | 78      |
| Chris Andersen (Denver)         | 88       |         |
| Ricky Davis (Boston)            | 76       |         |

## Domingo

### All-Star Game

#### Equipos
En negrita se resaltan los jugadores que fueron elegidos como titulares.
| Conferencia Este | Conferencia Este | Conferencia Este          | Conferencia Este | Conferencia Este    |
| Pos.             | N.º              | País                      | Jugador          | Equipo              |
| ---------------- | ---------------- | ------------------------- | ---------------- | ------------------- |
| A                | 15               | Bandera de Estados Unidos | Vince Carter     | Toronto Raptors     |
| A                | 23               | Bandera de Estados Unidos | Ron Artest       | Indiana Pacers      |
| B                | 1                | Bandera de Estados Unidos | Baron Davis      | New Orleans Hornets |
| B                | 3                | Bandera de Estados Unidos | Allen Iverson    | Philadelphia 76ers  |
| B                | 5                | Bandera de Estados Unidos | Jason Kidd       | New Jersey Nets     |
| P                | 21               | Bandera de Canadá         | Jamaal Magloire  | New Orleans Hornets |
| E                | 1                | Bandera de Estados Unidos | Tracy McGrady    | Orlando Magic       |
| P                | 7                | Bandera de Estados Unidos | Jermaine O'Neal  | Indiana Pacers      |
| A                | 4                | Bandera de Estados Unidos | Kenyon Martin    | New Jersey Nets     |
| A                | 34               | Bandera de Estados Unidos | Paul Pierce      | Boston Celtics      |
| E                | 22               |                           | Michael Redd     | Milwaukee Bucks     |
| P                | 3                |                           | Ben Wallace      | Detroit Pistons     |

| Conferencia Oeste | Conferencia Oeste | Conferencia Oeste                               | Conferencia Oeste | Conferencia Oeste      |
| Pos.              | N.º               | País                                            | Jugador           | Equipo                 |
| ----------------- | ----------------- | ----------------------------------------------- | ----------------- | ---------------------- |
| E                 | 34                | Bandera de Estados Unidos                       | Ray Allen         | Seattle SuperSonics    |
| E                 | 8                 | Bandera de Estados Unidos                       | Kobe Bryant       | Los Angeles Lakers     |
| B                 | 19                | Bandera de Estados Unidos                       | Sam Cassell       | Minnesota Timberwolves |
| AP                | 21                | Bandera de Islas Vírgenes de los Estados Unidos | Tim Duncan        | San Antonio Spurs      |
| B                 | 3                 | Bandera de Estados Unidos                       | Steve Francis     | Houston Rockets        |
| AP                | 21                | Bandera de Estados Unidos                       | Kevin Garnett     | Minnesota Timberwolves |
| A                 | 47                | Bandera de Rusia                                | Andréi Kirilenko  | Utah Jazz              |
| P                 | 52                | Bandera de Estados Unidos                       | Brad Miller       | Sacramento Kings       |
| AP                | 41                | Bandera de Alemania                             | Dirk Nowitzki     | Dallas Mavericks       |
| P                 | 34                | Bandera de Estados Unidos                       | Shaquille O'Neal  | Los Angeles Lakers     |
| E-A               | 16                | Bandera de Serbia                               | Peja Stojakovic   | Sacramento Kings       |
| P                 | 11                | Bandera de la República Popular China           | Yao Ming          | Houston Rockets        |

#### Partido
| 15 de febrero de 2004 | Conferencia Oeste                                            | 136–132      | Conferencia Este                                                   | |  |
|                       | Parciales: 31–33, 27–31, 45–37, 33–31                        |              |                                                                    | |  |
|                       | Estadísticas Shaquille O'Neal 24 Tim Duncan 13 Sam Cassell 7 | Pts Reb Asts | Estadísticas Jamaal Magloire 19 Jermaine O'Neal 9 Allen Iverson 11 | Pabellón: Staples Center, Los Ángeles Asistencia: 19,662 espectadores Árbitros: - Steve Javie - Blane Reichelt - Tom Washington Televisión: TNT |  |

- MVP del Partido: Shaquille O'Neal